# Nationaal park Asir
Het nationaal park Asir (عسير متنزه وطني) is een natuurgebied in Saoudi-Arabië. Het is in 1980 gesticht en daarmee het eerste nationaal park van het land.
Het is voor een deel gelegen in de ecoregio van het hoogland van Zuidwest-Arabië. Deels beschermt het ook een stuk van de Tihamah-kustvlakte die tot de ecoregio van de zuidkust van Arabië behoort.
Een populaire attractie is de Al Sawda-berg, met zijn 2910 m de hoogste berg van het koninkrijk. Er is een kabelbaan naar de top. Het park is niet aaneengesloten en er zijn enclaves waar bevolking is.

## Fauna
Onder de zoogdieren die er leven, bevindt zich onder meer de mantelbaviaan. Er leeft nog een zeer klein aantal Arabische luipaarden Panthera pardus nimr in het gebied. Ook de Arabische wolf Canis lupus arabs is bijzonder zeldzaam en hybridiseert met loslopende honden. Wat talrijker zijn de Hyaena hyaena en de caracal Caracal caracal schmitzi, hoewel ook deze door plaatselijke boeren gedood worden.

## Galerij

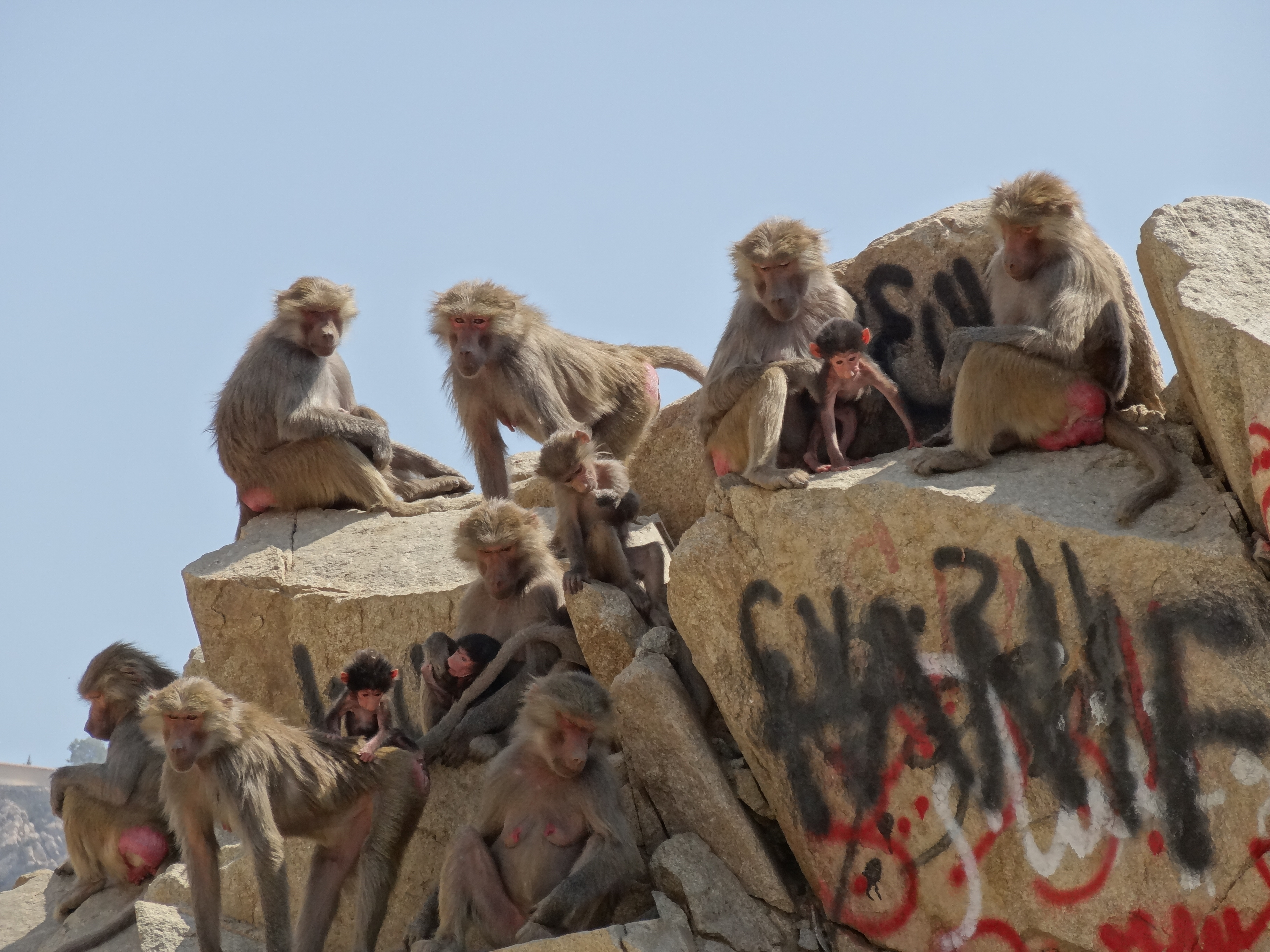
bavianen
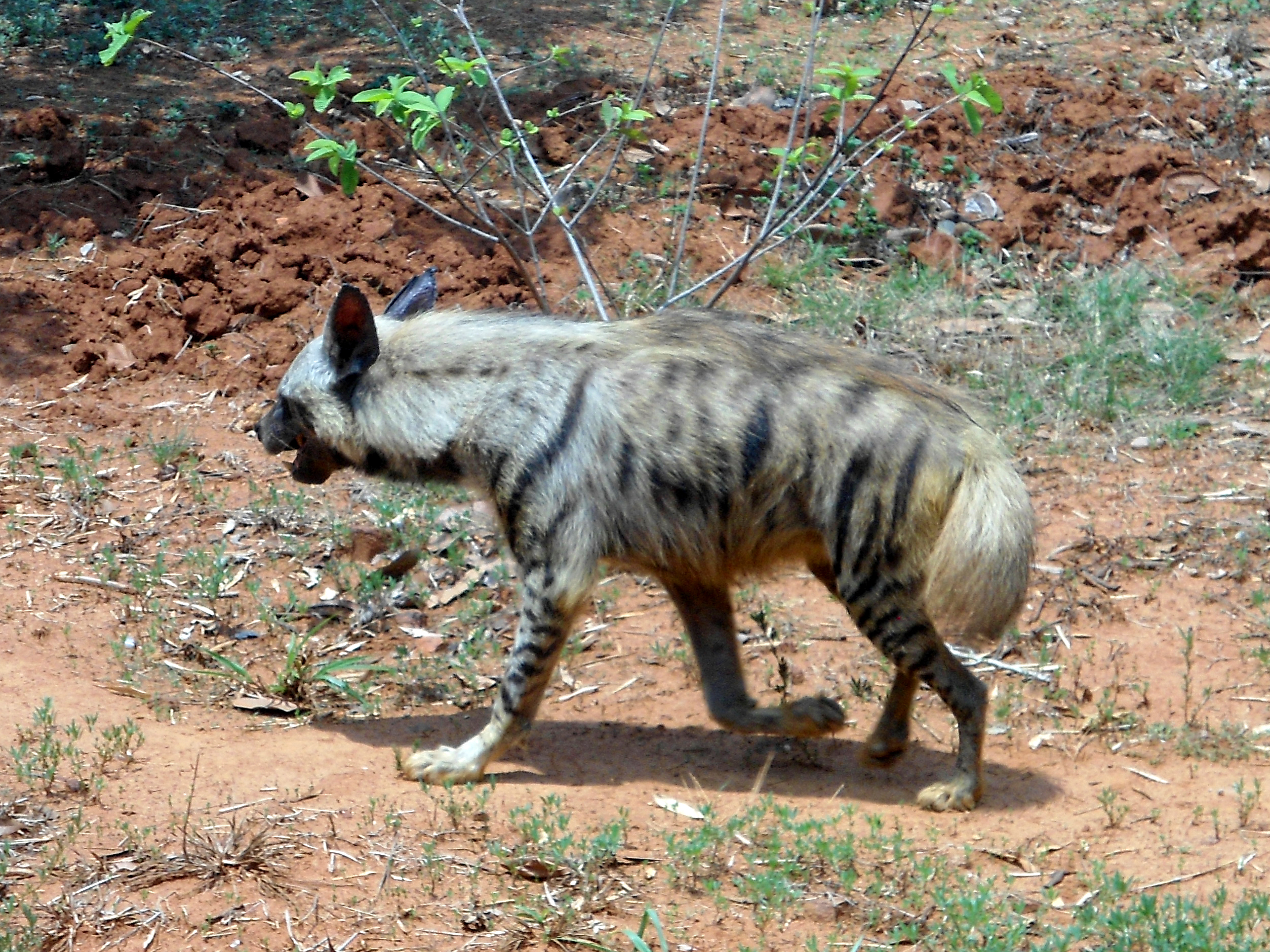
Gestreepte hyena